# Tagul
Der Tagul (russisch Тагул) ist ein 300 km langer linker Nebenfluss der Birjussa in der Oblast Irkutsk im Süden von Sibirien.
Der Tagul entspringt an der Nordflanke des Ostsajan. Er fließt in überwiegend nördlicher Richtung. Sein Flusslauf liegt in einem engen Tal. Am Oberlauf befinden sich mehrere Wasserfälle. Bei Flusskilometer 164 trifft die Gutara, der wichtigste Nebenfluss, von rechts auf den Tagul. Im Unterlauf weist der Fluss zahlreiche Stromschnellen auf. Der Tagul mündet etwa 50 km südlich von Birjussinsk in die Birjussa. Das Einzugsgebiet des Tagul umfasst 7990 km². Am Pegel Georgijewka, 12 km oberhalb der Mündung,
beträgt der mittlere Abfluss 104 m³/s.
Der Tagul wird hauptsächlich von Niederschlägen gespeist. Zwischen Mai und September führt der Fluss Hochwasser. Im Oktober fängt der Tagul an zu vereisen. Zwischen November und Mai ist der Fluss eisbedeckt.